# Тибо IV Велики
Тибо IV Велики (на френски: Thibaut IV le Grand), също известен като Тибо II Шампански (на френски: Thibaut II de Champagne; * 1093, Блоа, Франция; † 10 януари 1152, Блоа, Франция), е граф на Блоа (Тибо IV, от 1102), граф Шартър (от 1102), граф Мо, Шатоден и Сансер, граф Шампан и Троа (Тибо II, от 1125).

## Живот
Син на Етиен II, граф на Блоа, и Адел Нормандска, дъщеря на Вилхелм Завоевателя.
Наследява своя баща през 1102 г. През 1125 г., неговият чичо, Хуго I Шампански, встъпва в рицарския орден на Тамплиерите и се отказва от Графство Троа и титула граф Шампан в полза на Тибо IV.
През 1135 година неговия брат Стивън става крал на Англия. Благодарение на влиянието си и своята ловкост, на Тибо се отдава да разпростре и увеличи властта си от малкото Графство Троа над целия Шампан. Той става сюзерен на петима васали на архиепископа на Реймс, на петима васали на епископа на Лангър и на няколко васала от Херцогство Бургундия (в частност, Графство Жоани). Така Тибо става управител на крупно феодално владение, със столица Троа. От този момент Тибо става един от главните васали на короната, пфалцграф и пер на Франция.

## Фамилия
През 1123 г. се жени за Матилда Каринтийска (1108 – 1160), дъщеря на Енгелберт II фон Спонхейм, херцог на Каринтия, и Юта фон Пасау. Имат 11 деца, в това число:
- Анри I Щедрия (1127 – 1181), граф Шампан и Бри;
- Мария, омъжена за Ед II, херцог на Бургундия;
- Тибо V Добрия (* 1130, † 1191), граф Блоа и Шартр, сенешал на Франция;
- Изабела (* 1130), омъжена I. за Рожер III (херцог Апулия), II. за Гийом де Монмирай
- Стефан I (фр. Етиен), граф дьо Сансер;
- Гийом Белите Ръце, архиепископ на Реймс, кардинал и папски легат;
- Хюго де Блоа, абат
- Матилда († 1184), омъжена за Ротру IV (ум. 1191), граф дьо Перш
- Агнес (* 1138, † 7 август 1207), омъжена 1155 г. за Рено II, граф дьо Бар († 1170)
- Адел дьо Блоа-Шампан (* 1140, † 1206), кралица на Франция, трета съпруга на крал Луи VII, крал Франция;
- Маргарита, монахиня във Фонтевро.